# Любушки (община)
Община Любушки (босн. и хорв. Opština Ljubuški, серб. Општина Љубушки) — боснийская община, расположенная в южной части Федерации Боснии и Герцеговины. Административным центром является город Любушки.

## География
Климат умеренный средиземноморский (25,2 °C среднегодовая температура), 2300 солнечных часов в году. Известные равнины: Любушко-поле, Велячко-поле, Витинское поле, Расток и Бериш. Столица общины, Любушки, располагается на пересечении торговых маршрутов: 36 км до Мостара, 55 км до Макарски, 120 км до Сплита, 130 км до Дубровника, 170 км до Сараева.

## Население
По данным переписи населения 1991 года, в общине проживали 28340 человек из 35 населённых пунктов. По оценке на 2010 год, население составляет 23689 человек.

## Населённые пункты
Бияча, Церно, Црнопод, Црвени-Грм, Доле, Граб, Грабовник, Градска, Греда, Грлевичи, Хардомиле, Храшляни, Хумац, Кашче, Клобук, Липно, Лисице, Любушки, Милетина, Мостарска-Врата, Ораховле, Оток, Преграче, Пробой, Пролог, Радишичи, Стубица, Студенци, Шиповача, Тескера, Вашаровичи, Веляци, Витина, Войничи, Звиричи.